# Araeoncus crassiceps
Araeoncus crassiceps es una especie de araña araneomorfa del género Araeoncus, familia Linyphiidae. La especie fue descrita científicamente por Westring en 1861.
La longitud del cuerpo del macho es de 1,4-2 milímetros y de la hembra 1,5-2 milímetros. La especie se distribuye por Europa, Rusia (Europa al sur de Siberia).